# Angelo Mathews
Angelo Davis Mathews (* 2. Juni 1987 in Colombo, Sri Lanka) ist ein sri-lankischer Cricketspieler, der seit 2008 für die Sri-lankische Cricket-Nationalmannschaft spielt.

## Kindheit und Ausbildung
Mathews war unter anderem Kapitän der U19-Nationalmannschaft Sri Lankas und führte das Team zur daheim ausgetragenen ICC U19-Cricket-Weltmeisterschaft 2006.

## Aktive Karriere

### Anfänge in der Nationalmannschaft
Mathews gab sein First-Class-Debüt im November 2006 für den Colts Cricket Club. Nach guten Leistungen in der A-Nationalmannschaft Sri lankas wurden die Selektoren auf ihn aufmerksam. Sein Debüt in der Nationalmannschaft gab er im November 2008 in der ODI-Serie in Simbabwe. Bei einem Drei-Nationen-Turnier in Bangladesch im Januar erzielte er ein Fifty über 52* Runs gegen Simbabwe und wurde als Spieler des Spiels ausgezeichnet. Sein Twenty20-Debüt folgte dann im Juni 2009 bei der ICC World Twenty20 2009 gegen Australien. Im Halbfinale konnte er dabei drei Wickets für 16 Runs erzielen und hatte damit einen wichtigen Einfluss beim Finaleinzug Sri Lankas. Im Juli folgte dann sein Test-Debüt gegen Pakistan. Im dritten Spiel der Serie gelang ihm ein Fifty über 64* Runs. Bei einem heimischen Drei-Nationen-Turnier gelang ihm gegen Neuseeland ein Fifty über 51 Runs. Dem schloss sich die ICC Champions Trophy 2009 an, wo ihm gegen England 52 Runs gelangen. In der Test-Serie in Indien im Dezember konnte er dann ein Fifty über 99 Runs erreichen. Im Mai fand die ICC World Twenty20 2010 in den West Indies statt, bei der er im Halbfinale gegen England ein Fifty über 58 Runs erzielte, was jedoch nicht zum Finale reichte. Darauf folgte ein Drei-Nationen-Turnier in Simbabwe, bei dem er gegen Indien (75 Runs) ein Half-Century erzielte. Beim Asia Cup 2010 folgte kurz darauf gegen Pakistan (55* Runs) ein weiteres. Zum Ende der Saison kam es zu einem weiteren Drei-Nationen-Turnier in Sri Lanka, bei dem ihm drei Wickets (3/36) gegen Neuseeland gelangen.
Im Dezember 2010 erzielte er ein Fifty über 77* Runs in den ODIs der Tour in Australien, wofür er als Spieler des Spiels ausgezeichnet wurde. Im März 2011 wurde er dann für den Cricket World Cup 2011 nominiert, bei dem er als beste Leistung 41* Runs gegen Neuseeland erreichte. Jedoch verletzte er sich im Halbfinale gegen Neuseeland und fiel daraufhin für mehrere Wochen aus. Damit verpasste er unter anderem die Indian Premier League 2011. Im Sommer reiste er mit dem Team nach England, wo ihm ein Fifty über 62 Runs in den ODIs gelang. Im August folgte dann eine Test-Serie gegen Australien. Dort gelang ihm in den ersten beiden Tests jeweils ein Fifty (95 und 58 Runs) und im dritten Spiel ein Century über 105* Runs aus 269 Bällen. In der sich daran anschließenden Test-Serie gegen Pakistan folgten dann zwei weitere Fifties (jeweils 52* Runs). In der ODI-Serie der Tour konnte er dann ein weiteres (61 Runs) hinzufügen. Zu Beginn des Jahres 2012 startete mit einem Fifty in der Test-Serie in Südafrika. Bei einem Drei-Nationen-Turnier in Australien im Februar 2012 erreichte er ein Fifty (64 Runs) gegen den Gastgeber. Jedoch verletzte er sich beim letzten Spiel des Turniers am Unterschenkel und verpasste so den folgenden Asia Cup 2012. Diese Verletzung ließ sogar zeitweise offen ob er je wieder als Bowler zum Einsatz kommen könnte. Im April absolvierte er einen Test der Serie gegen England und konnte dabei ein Fifty über 57 Runs erzielen.

### Aufstieg zum Kapitän
Im Sommer 2012 konnte er in ODI-Serien gegen Pakistan (80* Runs) und Indien (71* Runs) jeweils ein Fifty erzielen. Auch gelangen ihm gegen Indien drei Wickets (3/14), als er erstmals als Ersatz-Kapitän zum Einsatz kam. Im September fand die ICC World Twenty20 2012 statt, bei dem er als beste Leistung 28 Runs gegen England erzielte. In der Folge ersetzte er Mahela Jayawardene als Twenty20-Kapitän. Im November folgte eine Tour gegen Neuseeland, bei dem ihm zwei Half-Centuries in den Tests (79 und 84 Runs) und ein weiteres in den ODIs (54* Runs) gelangen. Daran schloss sich eine Tour in Australien an, bei dem er jeweils ein Fifty in der Test- (75 Runs) und ODI-Serie (67 Runs) erreichte. Nach dem Ende der Tour folgte er Jayawardene auch als Kapitän des Test- und ODI-Teams und übergab die Führung des Twenty20-Teams an Dinesh Chandimal. Als Kapitän musste er zunächst die festgefahrenen Gehaltsverhandlungen mit dem Verband lösen. Im Sommer konnte er mit dem Team das Halbfinale der ICC Champions Trophy 2013 erreichen, wo man trotz seines Fifties über 51 Runs gegen Indien unterlag. In einem sich daran anschließenden Drei-Nationen-Turnier in den West Indies gelang ihm ein weiteres Fifty (55 Runs) und vier Wickets (4/29) gegen den Gastgeber.
In der Saison 2013/14 erzielte er gegen Neuseeland ein ODI-Fifty (74* Runs). Diesem folgte eine Tour gegen Pakistan, bei dem er ein Fifty (50 Runs) in den Twenty20s erzielte. Im ersten Test der Tour gelang ihm, dann im ersten Innings ein Fifty (91 Runs) und im zweiten ein Century über 157* Runs aus 343 Bällen, wofür er als Spieler des Spiels ausgezeichnet wurde. Nachdem er im dritten Test ein weiteres Half-Century (91 Runs) erreicht hatte, wurde er als Spieler der Serie ausgezeichnet. Diesem schloss sich eine Tour in Bangladesch an, bei dem er in Tests (86 Runs) ein Fifty und in den ODIs ein weiteres Half-Century (56* Runs) und drei Wickets (3/21) als Bowler erreichte. Beim folgenden Asia Cup 2014 folgte ein Fifty gegen Pakistan (55* Runs) und ein weiteres gegen Bangladesch (74* Runs), wobei er für letzteres ausgezeichnet wurde. Im Finale führte er das Team dann gegen Pakistan zum Titelgewinn. Beim daraufhin stattfindenden ICC World Twenty20 2014 erzielte er in der Super-10-Runde gegen die Niederlande 3 Wickets für 16 Runs, wofür er ausgezeichnet wurde. Auch dieses Turnier konnte Sri Lanka, hier unter Kapitän Lasith Malinga, gewinnen.

### Verletzungen und Rücktritt als Kapitän
Im Juni reiste er mit dem Team nach England, wo ihm im ersten Test ein Century über 102 Runs aus 172 Bällen gelang. Im zweiten Spiel der Serie erzielte er ein weiters Century über 160 Runs aus 249 Bällen erzielen und wurde als Spieler des Spiels und zusammen mit James Anderson als Spieler der Serie ausgezeichnet. Daraufhin folgte eine Tour gegen Südafrika, wo ihm in den ODIs ein (58 Runs) und in den Tests (89, 63 & 63* Runs) drei Half-Centuries gelangen. Gegen Pakistan folgte im August ein weiteres Fifty in den Tests (91 Runs) und zweien in den ODIs (89 und 93 Runs). Die Saison 2014/15 begann mit einer ODI-Serie gegen Indien, bei dem ihm zwei Fifties (92* und 75 Runs) und ein Century (139* Runs aus 116 Bälle). Für letzteres wurde er als Spieler des Spiels ausgezeichnet. Nachdem er ein Fifty (51* Runs) in den ODIs gegen England erreichte reiste er mit dem Team nach Neuseeland. Im ersten Test erreichte er dabei neben zwei Fifties (50 & 66 Runs) drei Wickets (3/39) als Bowler. In der ODI-Serie der Tour erreichte er ebenfalls drei Wickets (3/21). Daraufhin führte er das Team zum Cricket World Cup 2015 in Neuseeland und Australien. Dort erzielte er gegen Afghanistan drei Wickets (3/41) und ein Fifty (51 Runs) gegen Schottland. Im Viertelfinale schied das Team dann gegen Südafrika aus. Im Sommer 2015 kam Pakistan nach Sri Lanka und Mathews gelang ein Fifty (77 Runs) im zweiten und ein Century über 122 Runs aus 252 Bällen im dritten Test. In der ODI-Serie folgte ein weiteres Fifty (70* Runs). Daraufhin folgte eine Test-Serie gegen Indien, in der er nach einem Fifty (64 Runs) im ersten Spiel zwei Centuries (102 Runs aus 167 Bällen und 110 Runs aus 240 Bällen) in den folgenden beiden Spielen erzielte.
Im November reiste er mit dem Team nach Neuseeland, wo ihm in allen drei Formaten jeweils ein Fifty gelang (77 Runs im ersten Test, 95 Runs im fünften ODI und 81* Runs im zweiten Twenty20). Daraufhin verletzte er sich, kam jedoch rechtzeitig für den ICC World Twenty20 2016 wieder zurück ins Team. Nachdem Lasith Malinga kurz vor dem Turnier von der Kapitänsrolle zurückgetreten war, übernahm er auch diese Position bei dem Turnier. Seine beste Leistung bei der Weltmeisterschaft waren dann 73* Runs gegen England, was jedoch nicht ausreichte und so verpasste das Team das Halbfinale. Im Sommer erzielte er bei der ODI-Serie in England drei Fifties (73, 56 und 67* Runs), auch wenn er während der Tour mit einer Oberschenkelverletzung zu kämpfen hatte. Gegen Australien konnte er dann jeweils ein Half-Century in Test- (54 Runs) und ODI-Serie (57 Runs) erreichen, wobei er für letzteres ausgezeichnet wurde. Im Oktober musste er dann eine Tour in Simbabwe auf Grund von Beinverletzungen absagen. Im Dezember reiste er nach Südafrika und erzielte dort in den Tests (59 Runs) und Twenty20s (54* Runs) jeweils ein Fifty. Trotz einiger Misserfolge des Teams erhielt er zu dem Zeitpunkt die Rückendeckung des Verbandes. Das Frühjahr war dann wieder durch Verletzungen geprägt. Im Sommer fand in England die ICC Champions Trophy 2017 statt, wo ihm beim Sieg gegen Indien 52* Runs gelangen. Dennoch schaffte es Sri Lanka nicht ins Halbfinale. Nachdem Sri Lanka unter seiner Führung kurz darauf die ODI-Serie gegen Simbabwe verloren hatte, zog er sich von der Kapitänsrolle in allen drei Formaten zurück. Im August folgte eine Tour gegen Indien, bei dem er ein Fifty in den Tests (83 Runs) und in der Folge zwei Fifties (70 und 55 Runs) und ein Century (111* Runs aus 132 Bällen) in den ODIs erzielte. Im November kam es zum Gegenbesuch in Indien, wo ihm in der Test-Serie ein Fifty (52 Runs) und ein Century über 111 Runs aus 268 Bällen gelang. Kurz darauf erlitt er abermals eine Verletzung und konnte nur vereinzelte Spiele im folgenden halben Jahr spielen.

### Formkrisen und am Rande des Nationalteams
Im Januar wurde er wieder als Kapitän in den kurzen Formaten ernannt. Im Sommer 2018 kam er wieder ins Team zurück, wo ihm gegen Südafrika in den Tests (71 Runs) ein und in den ODIs (79* und 97* Runs) zwei Fifties gelangen. Nach einem enttäuschenden Asia Cup 2018 wurde er aus dem ODI-Kader gestrichen und von seiner Rolle als ODI-Kapitän entbunden. Im November kam England nach Sri Lanka und ihm gelangen in der Test-Serie drei Fifties (52 & 53 und 88 Runs). Im ersten Test der Tour in Neuseeland erzielte Mathews zunächst ein Fifty über 83 Runs und im zweiten Innings ein Century über 120* Runs aus 323 Bällen, wobei er mit Hilfe von Kusal Mendis und dem Wetter das Remis retten konnte. Jedoch verletzte er sich im zweiten Test am Oberschenkel und fiel mehrere Wochen aus. Beim Cricket World Cup 2019 kam er wieder zurück ins Team. Dabei gelang ihm ein Fifty über 85* Runs beim Sieg gegen den Gastgeber England und ein Century über 113 Runs aus 128 Bällen gegen Indien. Nach dem Turnier erreichte er in der ODI-Serie in Bangladesch zwei Fifties (52* und 87 Runs). Im August erzielte er bei der Test-Serie gegen Neuseeland ein Fifty über 50 Runs. Zu Beginn des Jahres 202 reiste das Team nach Simbabwe, wo er im ersten Test ein Double-Century über 200* Runs aus 468 Bällen erzielte und dafür ausgezeichnet wurde. Im zweiten Test folgte ein weiteres Fifty (64 Runs), woraufhin er als Spieler der Serie ausgezeichnet wurde. Im März erreichte er in der ODI-Serie gegen die West Indies vier Wickets (4/59), wofür er eine weitere Auszeichnung erhielt. Nach der Unterbrechung auf Grund der Covid-19-Pandemie und einer Oberschenkelverletzung kam er im Januar 2021 gegen England wieder zurück ins Team. Dort erzielte er in den Tests ein Fifty (71 Runs) und ein Century (110 Runs aus 238 Bällen). Während des Sommers geriet er in Streit mit dem sri-lankischen Verband über die Bezahlung und verweigerte zunächst einen neuen Vertrag. Im November 2021 kam er wieder zurück ins Team und erreichte ein weiteres Fifty (69* Runs) gegen die West Indies.
Zu Beginn des Sommers 2022 konnte er in Bangladesch erzielte er in den beiden Tests jeweils ein Century (199 Runs aus 397 Bällen und 145 Runs aus 342 Bällen), wofür er als Spieler der Serie ausgezeichnet wurde. Diesem folgte ein Fifty über 52 Runs im zweiten Test gegen Australien. Im März 2023 erreichte er im ersten Test in Neuseeland ein Century über 115 Runs aus 235 Bällen. Im April folgte eine Test-Serie gegen Irland, wo er ein weiteres Century (100* Runs aus 114 Bällen) erreichte. Gegen Pakistan konnte er dann zwei Fifties (64 und 63* Runs) in den Tests erzielen. Für den Cricket World Cup 2023 wurde er zunächst nicht und dann nur als Ersatz nominiert, bevor er den verletzten Matheesha Pathirana ersetzte. Während er als Spieler nicht überzeugen konnte, wurde sein Ausscheiden im Vorrundenspiel gegen Bangladesch zum Gesprächsthema, als er nicht schnell genug spielbereit war. Nach dem Turnier wurde er nach drei Jahren wieder in den Twenty20-Kader gegen Simbabwe berufen, wobei ihm im zweiten Spiel der Serie ein Fifty über 66* Runs gelang.